# جمعية المحاسبين الدوليين
ْ
جمعية المحاسبين الدوليين (AIA) هي هيئة مهنية تعنى بشؤون المحاسبة. أنشأت في بريطانيا عام 1928، وقد طوّرت منذ إنشائها مفهوم «المحاسبة الدولية» بهدف تطوير شبكة عالمية من المحاسبين في أكثر من 85 دولة حول العالم.
جمعية المحاسبين الدوليين معتمدة من قبل الحكومة البريطانية كهيئة لتأهيل المدققين القانونيين حسب بنود قانون الشركات لعام 2006، كهيئة مقررة بموجب قانون الشركات (التدقيق والمحاسبة) لعام 2003 الصادر في جمهورية إيرلندا، وأعضاؤها مؤهلون كمدققي حسابات قانونيين وهم مسجلون لدى هيئة الرقابة المعترف بها (RSB) ليكونوا مؤهلين للتسجيل كمدقيين قانونيين في الاتحاد الأوروبي. في بريطانيا، لجمعية المحاسبين الدوليين صفة المراقب لجميع أعضائها حسب التشريعات الصادرة لمكافحة غسيل الأموال (تبييض الأموال) عام 2007، وقد حصلت على الاعتراف للعمل كجهة مانحة ضمن «نظام المؤهلات والائتمان». والجمعية معترف بها حالياً في أكثر من 30 دولة حول العالم.
تقع المكاتب الرئيسية للجمعية في بريطانيا، ولها فروع في كل من هونغ كونغ واليونان وقبرص وغانا وسنغافورة وماليزيا.

## العضوية
عضوية الانتساب أو الزمالة
يستخدم أعضاء جمعية المحاسبين الدوليين الاختصار المسمى "FAIA" للدلالة على العضو الزميل، والاختصار المسمى "AAIA" للدلالة على العضو المشارك. كما يمكن أن يستخدم أعضاء جمعية المحاسبين الدوليين اللقب أو مسمى «المحاسب الدولي».
الأعضاء الحائزين على المؤهل المهني المعترف به الخاص بالجمعية الذين يعملون كمدققي حسابات في الشركات يمكنهم التسجيل في هيئة المراقبة المعترف بها وتتعهد بالتدقيق على الشركات في المملكة المتحدة مهما كان حجمها بما يتوافق مع قانون الشركات في المملكة المتحدة.
.
يجب أن يتعهد كافة أعضاء جمعية المحاسبين الدوليين بإكمال التطوير المهني  وقد يخضعون لإجراءات تأديبية ويلتزمون بأخلاقيات الإتحاد الدولي للمحاسبين. تخضع جمعية المحاسبين الدوليين لتشريعات مجلس الرقابة المهنية وهو جزء من مجلس التقارير المالية البريطاني.
تمنح جمعية المحاسبين الدوليين عدداً من المستويات للمتقدمين للانتساب بناءً على مؤهلاتهم وخبراتهم العملية.
- عضوية طالب: مخصصة للمتقدمين الذين يرغبون في اكتساب المؤهلات الاحترافية للجمعية [6] أو مؤهلات التدقيق القانوني [7] التي يمكن اكتسابها من خلال الخبرة العملية ومجموعة من الاختبارات التي تضمن حصول المرشحين على المهارات والخبرات اللازمة التي تؤهلهم للحصول على وظائف بثقة وكفاءة.
- عضوية انتساب: وتمنح للمتقدمين الذين يملكون ما لا يقل عن 5 سنوات من الخبرة العملية في مجال المحاسبة والمالية، الذين يريدون أن يصبحوا أعضاء في الهيئة المحاسبية المهنية. يحق للأعضاء المنسبين استخدام تسمية AMIA. عضوية الانتساب ليست عضوية كاملة في جمعية المحاسبين الدوليين، إذ أن العضو المنتسب غير مخوّل بالتوقيع على الحسابات وغير مؤهل للحصول على شهادة الممارسة من الجمعية.
- العضوية الأكاديمية: عضوية حصرية للأكاديميين الذين يعملون كمحاضرين في الجامعات والكليات أو بمستوى أعلى من المحاضر. كما يمكن أن يكون العضو الأكاديمي مستشاراً أو مختبِراً في الهيئة المهنية. العضوية الأكاديمية لا تنقل أي استحقاق من استحقاقات التأهيل المهني للجمعية.
- العضوية المباشرة: تنطبق على كل من له الحق في ممارسة مهنة المحاسبة في المملكة المتحدة ضمن التشريع رقم 5 من تشريعات الاتحادات الأوروبية (الاعتراف بالمؤهلات المهنية). جمعية المحاسبين الدوليين متعرف بها من قبل جمعية مدققي الحسابات في الاتحاد الأوروبي التي تعترف بالمؤهلات المهنية لمدققي الحسابات بناءً على قانون الشركات لعام 2006. يحق للمتقدمين المؤهلين حسب هذا المسار التقدم بطلب العضوية المباشرة فقط.

### مسار تدقيق الحسابات
جمعية المحاسبين الدوليين هيئة متعرف بها من قبل الحكومة البريطانية باعتبارها مؤهلة لتدريب المدققين القانونيين المؤهلين.
يوفر البرنامج التدريبي للمدققين القانونيين الأعضاء في جمعية المحاسبين الدوليين مؤهلات الاعتراف الحكومي بفضل مجموعة من الدراسات والخبرات العملية التي يضعها في الاعتبار. يجب أن يجتاز المرشحون الاختبارات بما في ذلك الورقة الثامنة المتعلقة بقانون الشركات والضرائب والورقة الخامسة المتعلقة بالتدقيق والضرائب والورقة السادسة عشرة المتعلقة بالضرائب والتخطيط الضريبي.
إضافة لذلك، يجب أن يجتاز المرشحون الاختبار الشفوي وأن يكملوا كالة المتطلبات بنجاح والتسجيل كأعضاء في هيئة المراقبة المتعرف بها.

### المقررات التمهيدية لدرجة الماجستير في إدارة الأعمال ومؤهلات درجة الدبلوم
تتعاون جمعية المحاسبين الدوليين مع الجامعات المعتمدة لتلبية الطلب المتزايد على المهارات والمعرفة الإدارية.
المحاسبون المؤهلون المهنيون الأعضاء في جمعية المحاسبين الدوليين يقبلون بمستوى معادل للدرجة الأولى لأغراض التسجيل كأعضاء في برامج ماجستير إدارة الأعمال بدوام جزئي أو كامل في كل من المملكة المتحدة وإيرلندا وماليزيا وهونغ كونغ وقبرص.
تقدم جمعية المحاسبين الدوليين عدداً من تخصصات درجة الدبلوم على النحو الآتي:
- درجة الدبلوم في معايير التقارير المالية الدولية (IFRS)
- درجة الدبلوم في مالية الشركات لصانعي القرارات
- درجة الدبلوم في المحاسبة الإدارية ومحاسبة التكاليف
- درجة الدبلوم في تدقيق الحسابات

### أوروبا

#### الاتحاد الأوروبي
جمعية المحاسبين الدوليين معترف بها كهيئة متخصصة من قبل الاتحاد الأوروبي حسب قوانين هيئة تأهيل المهنيي الأوروبيين، فيما يتعلق بنشاط الجمعية في مجال تدقيق الحسابات.

#### المملكة المتحدة
تعتبر جمعية المحاسبين الدوليين هيئة مؤهِّلة للمدققين القانونيين بموجب قانون الشركات لعام 2006. تعترف حكومة المملكة المتحدة حالياً بـ 6 هيئات هي: معهد المحاسبين القانونيين في بريطانيا وويلز، معهد المحاسبين القانونيين في اسكتلندا، جمعية المحاسبين القانونيين المعتمدين، معهد المحاسبين القانونيين في إيرلندا، وجمعية المحاسبين الدوليين
تم الاعتراف بمؤهلات جمعية المحاسبين الدوليين بالمستويات 5 و 6 و 7. والجمعية هي أول هيئة محاسبية مهنية تقدم وحدات مقبولة ذات مستويات عالية.
- تستند شهادة المحاسبة المستوى 5 المقدمة من جمعية المحاسبين الدوليين على أوراق المستوى التأسيسي للجمعية وهي مكافئة لمستوى الدبلوم في التعليم العالي.
- تستند درجة الدبلوم في المحاسبة المستوى السادس على أوراق المستوى المهني الأول للجمعية ومجموعة من مستويات درجة البكالوريوس.
- تستند درجة الدبلوم في المحاسبة المستوى السابع على أوراق المستوى المهني الثاني للجمعية وهي معادلة لدرجة الماجستير.

تمتلك الجمعية صفة المراقب على أعضائها بموجب تشريعات قانون غسيل الأموال 2007.
كما أن الجمعية معترف بها قانونياً وفقاً لبنود قانون الشركات لعام 1985 بهدف تقديم تقارير المحاسبين.
الجمعية معترف بها من قبل الجامعات والمعاهد التعليمية إذ تقدم شهادة تعادل درجة البكالوريوس في المحاسبة كحد أدنى، بهدف الحصول على أفضلية للحصول على درجة الماجستير أو التسجيل في برامج دراسية متقدمة.

#### إيرلندا
جمعية المحاسبين الدوليين مسجلة كهيئة مقررة بموجب قانون الشركات (التدقيق والمحاسبة) لعام 2003 في الجمهورية الإيرلندية وتتم مراقبتها من قبل ديوان مراقبة التدقيق والمحاسبة الإيرلندي.
أعضاء الجمعية ذوو العضوية الكاملة مؤهلون للتقدم لعضوية معهد المحاسبين العام.

#### قبرص
المؤهلات المهنية لجمعية المحاسبين الدوليين متعرف بها لغايات التدقيق على الشركات العامة بموجب المادة 155 (1) (ب) البند 113 من قانون الشركات.
أعضاء الجمعية مؤهلون للتقدم لعضوية معهد المحاسبين العامين الموثوقون في قبرص.

### آسيا

#### سنغافورة
في سنغافورة، تعتبر عضوية جمعية المحاسبين الدوليين كموهل معترف به لغايات العمل كسكرتاريا في الشركات العامة بموجب المادة 171 (1أأ) من قانون الشركات.

#### هونغ كونغ
وقعت جمعية المحاسبين القانونيين ومعهد المحاسبين العامين المعتمدين اتفاقية الإعفاء المتبادل لورقة الاختبار في 19\5\2008. وقد حلت هذه الاتفاقية بدلاً من الاعتراف من جهة واحدة الممنوحة للجمعية (الملغاة عام 2005).

#### الصين
وقعت جمعية المحاسبين الدوليين اتفاقية مع المعهد الصيني لرؤساء المكاتب المالية تتعلق بورقة الامتحان المتبادل.
أصدرت الجمعية برنامج التحويل عام 2009 لترقية الإشراف الدولي للمعهد الصيني للمحاسبين العامين، وهو الهيئة المخولة الوحيدة للمحاسبين في الصين.

#### الهند
وقعت كل من جمعية المحاسبين الدوليين ومعهد المحاسبين القانونيين في الهند اتفاقية العضوية المتبادلة، ما أتاح لأعضاء الجمعية المؤهلين ذوي الخبرة الانضمام لعضوية معهد المحاسبين القانونيين في الهند، وهو هيئة قانونية تأسس عام 1949 بموجب قانون المحاسبين القانونيين في الهند.

#### ماليزيا
تم الاعتراف بالمؤهلات المهنية لجمعية المحاسبين الدوليين من قبل إدارة الخدمات العامة في الحكومة الماليزية كدرجة مكافئة لدرجة الشرف في المحاسبة التي يمنحها المعهد العام للدراسات العليا. كما يعترف بخريجي المعهد لحصولهم على درجة مكافئة للدرجة العامة في المحاسبة التي يمنحها المعهد العام للدراسات العليا.

### الأمريكيتين

#### الولايات المتحدة الأمريكية
يدرج معهد المدققين الداخليين عضوية جمعية المحاسبين الدوليين في قائمة الاعتماد المهني (PRC4). وبذا فإن أعضاء الجمعية مؤهلون للاستفادة من إعفاء الجزء الرابع من امتحان شهادة المدققين الداخليين، وهي الشهادة الوحيدة المعترف بها دولياً للمدققين الداخليين.

#### سانتا لوتشيا
أدرجت جمعية المحاسبين الدوليين كهيئة للمحاسبين والمدققين ضمن قائمة معاهد المحاسبين القانونيين بموجب القانون الاتحادي 1985

#### ترينداد وتوباغو
يعترف معهد المحاسبين القانونيين في ترينداد وتوباغو بجمعية المحاسبين الدوليين ضمن جدول الجمعيات المسجلة.

#### بيليز
جمعية المحاسبين الدوليين مسجلة كجمعية بموجب قانون المهن المحاسبية ة المادة 305 كونها عضوة في معهد المحاسبين القانونيين في بيليز.

#### دومنيكا
جمعية المحاسبين الدوليين متعرف بها بموجب قانون الشركات الصادر عام 1994 في كومنولث دومنيكا، على أنها هيئة أصلية للمحاسبين والمدققين.

### أفريقيا

#### نيجيريا
جمعية المحاسبين الدوليين معترف بها بموجب القانون 76 الصادر عام 1993 في نيجيريا كونها عضو في جمعية المحاسبين الوطنية في نيجيريا.

#### موريشوس
جمعية المحاسبين الدوليين معترف بها من مجلس الاعتمادية والمعادلة الوطني كونها عضو في معهد المحاسبين المهنيين بموجب قانون التقارير المالية لعام 2004 البند س 51 (3).

#### أوغندا
يعترف قانون المحاسبين لعام 1992 (المادة 266) بشرعية جمعية المحاسبين الدوليين لدورها كعضو كامل في معهد المحاسبين العامين المعترف بهم في أوغندا.

## المجلس
- الرئيس: أندرو لامب
- نائب الرئيس: ماجي تيموني
- نائب الرئيس: ليز برادلي
- الرئيس التنفيذي: فيليب تيرنبول

## المحاسبين الدوليين
المحاسب الدولي هو التعريف المستخدم من قبل أعضاء جمعية المحاسبين الدوليين المؤهلين بالكامل.
«المحاسب الدولي» هو أيضاً اسم مجلة نصف شهرية تصدرها جمعية المحاسبين الدوليين. يتسلّم الأعضاء هذه المجلة كإحدى منافع العضوية، كما أنها متاحة للمشتركين.
توفر المجلة لقرّائها قصصاً إخبارية متنوعة ذات تأثير على مهنتهم، إضافة إلى أخبار الشركات الصغيرة والمتوسطة وآخر الإصدارات التقنية والمقابلات التي تجرى مع الشخصيات الهامة في عالم الأعمال، إضافة إلى مقالات أخرى تتعلق بالضرائب والمحاسبة البيئية والإفلاس والمحاسبة الإسلامية وحلول تكنولوجيا المعلومات والاتصالات.